# Hosakote, Nanjangud
Hosakote là một làng thuộc tehsil Nanjangud, huyện Mysore, bang Karnataka, Ấn Độ.